# Метаванадат меди(II)
Метаванадат меди(II) — неорганическое соединение,
соль меди и метаванадиевой кислоты с формулой Cu(VO3)2,
кристаллы.

## Получение
- Спекание оксида ванадия(V) с оксидом меди(II)

{\displaystyle {\mathsf {CuO+V_{2}O_{5}\ {\xrightarrow {T}}\ Cu(VO_{3})_{2}}}}

## Физические свойства
Метаванадат меди(II) образует кристаллы
триклинной сингонии,
параметры ячейки a = 0,917 нм, b = 0,353 нм, c = 0,648 нм, α = 92,25°, β = 110,34°, γ = 91,88°, Z = 2.